# Філопемен
Філопе́мен (грец. Φιλοποίμην; 253 до н. е. — 183 до н. е.) — давньогрецький політичний та військовий діяч, стратег Ахейського союзу (8 разів). Виступав за незалежність Греції, за що його часто називали «останнім елліном».

## Біографія
Філопемен народився у Мегалополісі (Аркадія). Після смерті батька Кравгида Філопемен перебував під опікою Клеандра з Мантінеї, виховувався філософами Екдемом та Демофаном, які колись взяли участь у ліквідації тиранії у Мегалополі. З дитинства він продемонстрував інтерес до військової справи, читав Гомера, «Тактику» Евангела, історичні твори про Александра Македонського. Намагався наслідувати Епамінонду. Філопемен вважав війну можливістю проявити свої таланти. Особисто працював у своїй садибі неподалік від Мегалополя та вів аскетичний спосіб життя.

Під час Клеоменової війни, у 223 до н. е. спартанський цар Клеомен III вночі напав на Мегалополь і захопив його. Філопемен брав участь в обороні міста, стримував нападників, був поранений та потім разом з іншими втікачами переховувався у Мессіні.

Цар Македонії Антигон III Досон хотів відновити контроль над Пелопоннесом. У 224 до н. е. він уклав договори з ахейцями, беотійцями, фессалійцями та акарнанцями. Антигон III Досон напав на Пелопоннес, вигнав спартанців з Аргоса та захопив Орхомен і Мантінею. Війська спартанського царя Клеомена III зустріли Антигона біля Селласії. Філопемен керував мегалопольською кіннотою та несподівано напав на спартанців. У битві Філопемена було поранено списом в обидві ноги, але битва завершилася перемогою, а Філопемен здобув славу. Антигон III Досон був вражений його витривалістю та запросив його поїхати з ним до Македонії. Але Філопемен очолив підрозділ найманців та поїхав воювати на Крит, де тоді відбувалася міжусобна боротьба.

У 210 до н. е., після повернення з Криту, Фелопемена призначили начальником кінноти Ахейського союзу. Він покращив дисципліну у кінноті, організовував навчання та влаштовував змагання. Під час Першої Македонської війни між Македонією та Римською республікою у битві ахейців проти етолійців та елейців при р. Ларисі (209 до н. е.) Філопемен вбив начальника елейської кінноти Дамофанта та розбив його військо.

Після обрання стратегом у 209 до н. е., Філопемен продовжив покращувати ахейське військо. Він озброїв вояків круглими щитами та сарисами, вчив їх використовувати захисні обладунки.

Під час війни Ахейського союзу з спартанським царем-регентом Маханідом, у битві при Мантінеї (207 до н. е.) Філопемен розбив військо спартанців, а самого Маханіда вбив. Пізніше ахейці поставили у Дельфах бронзову скульптуру, яка зображувала бій між Філопеменом та Маханідом.

Після того, як спартанський цар Набіс захопив Мессіні у 201 до н. е., Філопемен розбив Набіса біля Тегеї та пограбував Лаконіку. Потім Філопемен знову поїхав на Крит, хоча війна проти Набіса не була завершена. За це жителі Мегалополя навіть хотіли позбавити його громадянства. Проте, ахейський стратег Аристен виступив проти цього, хоча і був політичним супротивником Філопемена.

Після повернення, У 193 до н. е. Філопемен був знову обраний стратегом. Хоча Набіс розбив Філопемена у морській битві та захопив лаконський порт Гітій, ахейцям вдалося відтіснити спартанців та змусити Набіса тікати у Спарту. Незабаром Набіса вбили етолійці, а Філопемен ввів війська у Спарту і змусив її приєднатися до Ахейського союзу.

Коли спартанці захопили місто Лас, Філопемен захопив Спарту, зруйнував оборонні стіни, передав мегалопольцям значну частину спартанських володінь та знищив порядки, встановлені ще Лікургом. Так, наприклад, спартанська система виховання була замінена на ахейську. Це не сподобалося спартанцям та вони спробували звернутися по допомогу до римлян. Римська держава спробувала виступити посередником у цьому конфлікті, але Філопемен відкинув всі пропозиції римлян.

У 183 до н. е. Мессенія фактично вийшла з Ахейського союзу. Роздратований незалежною поведінкою Філопемена, римський сенат відмовився допомагати ахейцям. Філопемен виступив проти мессенців. У битві під Мессеною його військо було розбите, а він сам отримав поранення та потрапив у полон. У Мессіні він випив отруту.

Намагаючись помститися за Філопемена, ахейці на чолі з Лікортом захопили Мессенію. Тіло Філопемена було урочисто спалено, а урну з прахом на похороні ніс син Лікорта, майбутній історик Полібій. Пізніше він написав біографію Філопемена. Прах Філопемена віднесли у Мегалополь.